# Älvkarleby distrikt
Älvkarleby distrikt är ett distrikt i Älvkarleby kommun och Uppsala län. Distriktet ligger omkring Älvkarleby i norra Uppland och omfattar större delen av Älvkarleby kommun.

## Tidigare administrativ tillhörighet
Distriktet inrättades 2016 och utgörs av en del av Älvkarleby socken i Älvkarleby kommun.
Området motsvarar den omfattning Älvkarleby församling hade vid årsskiftet 1999/2000 och som den fick 1909 efter utbrytning av Skutskärs församling.

## Tätorter och småorter
I Älvkarleby distrikt finns fyra tätorter och fyra småorter.

### Tätorter
- Gårdskär
- Marma
- Älvkarleby
- Älvkarleö

### Småorter
- Färjbäcken
- Långsand
- Västanån
- Överboda